# Jean-Jacques Gorge de Saint-Martin
Jean-Jacques Gorge de Saint-Martin, né dans l'Archidiocèse de Vienne (France) dans le  Dauphiné, fils de Jean-Baptiste Gorge et de Gabrielle Flaseur ; il fut gravement blessé à la bataille de Sainte-Foy le 28 avril 1760 et est décédé le 8 mai suivant.

## Biographie
Né en France vers 1725, il obtient le grade de lieutenant dans les Troupes de la Marine. Il apparait dans les documents en Nouvelle-France à Trois-Rivières le 18 octobre 1751 en épousant Gabrielle Legardeur de Croisille.

## Carrière militaire
Il reçut le grade de lieutenant en 1750 et servit comme officier dans les Troupes de la Marine durant la guerre de Sept Ans. Il servit avec le grade de capitaine dans la région du Lac George (New York) en 1756 sous les ordres de François Gaston de Lévis. À la fin de l'été 1759, il fut promu chevalier de Saint-Louis par Louis-Joseph de Montcalm. Il fut responsable du poste de l'Anse au Foulon, mais fut remplacé par Louis Du Pont Duchambon de Vergor le 2 septembre.